# 汨罗市人民政府
28°48′46″N 113°04′25″E / 28.812676°N 113.073583°E
汨罗市人民政府（简称汨罗市政府）是中华人民共和国湖南省岳阳市汨罗市的行政管理机关。现任市长是林恒求，2021年10月上任。

## 沿革
1987年9月23日撤县设市。

## 历任领导

### 市长
| 姓名   | 就任日期       | 卸任日期  | 备注  |
| ------ | -------------- | --------- | ----- |
| 余贤规 | 1997年12月18日 | 2001年2月 |       |
| 白维国 | 2005年1月      | 2008年3月 | [ 1 ] |
| 周金龙 | 2008年12月     | 2016年8月 |       |
| 朱平波 | 2016年8月      | 2021年9月 | [ 2 ] |
| 簇克桓 | 2021年10月25日 | 2022年2月 |       |
| 林恒求 | 2021年10月25日 | 2022年2月 | [ 3 ] |